# Walter Hines Page

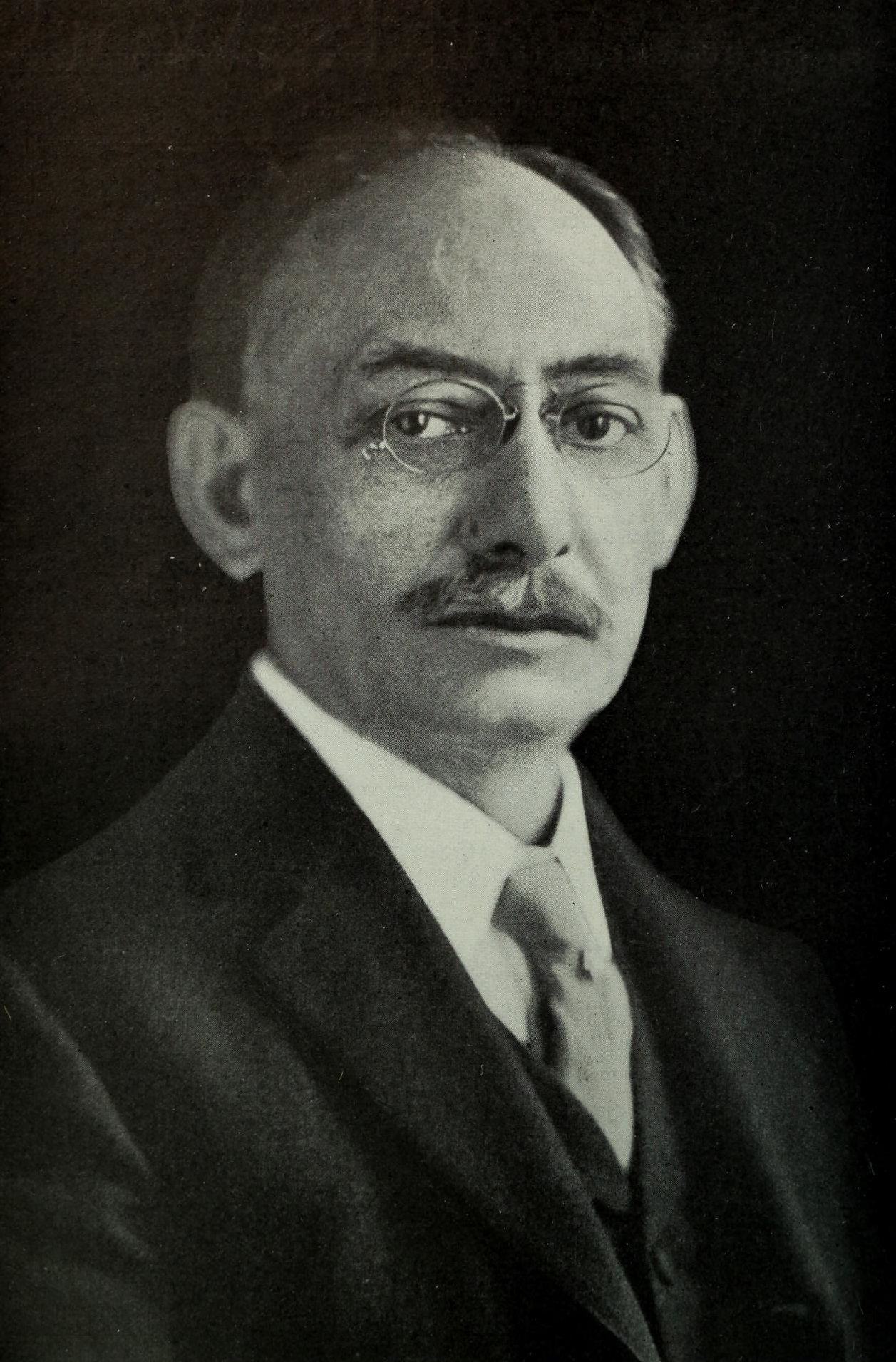
Walter Hines Page

Walter Hines Page, född 15 augusti 1855, död 21 december 1918, var en amerikansk publicist och diplomat.
Page ägnade sig efter universitetsstudier från och med 1880 åt journalistisk verksamhet och vann stor uppmärksamhet. Redan på 1880-talet betraktades han som en av USA:s främsta publicister. 1900-13 utgav han magasinet World's work. Inför 1912 års valstrid förde han tidigt fram Woodrow Wilson som presidentkandidat och utnämndes efter dennes val 1913 till USA:s ambassadör i London. Som sådan verkade den sedan ungdomen starkt brittiskt orienterade Page från 1915 ivrigt för USA:s ingripande i första världskriget på ententens sida.